# Stary Młyn (województwo mazowieckie)
Stary Młyn – przysiółek w Polsce położona w województwie mazowieckim, w powiecie radomskim, w gminie Przytyk. 
Przysiółek Stary Młyn wchodzi w skład sołectwa Domaniów.
W latach 1975–1998 miejscowość administracyjnie należała do województwa radomskiego.
Wierni kościoła rzymskokatolickiego należą do parafii św. Wawrzyńca we Wrzosie.